# 向山茂樹
向山 茂樹（むこうやま しげき、1929年1月28日 - ）は、日本の経営者。日本軽金属社長を務めた。山梨県出身。

## 経歴
1951年に東京大学工学部計測工学科を卒業し、同年に日本軽金属に入社。1982年6月に取締役に就任し、1983年6月に常務を経て、1987年3月に社長に就任。1993年12月に会長に就任し、1994年6月に取締役相談役を経て、1995年6月には相談役に就任。
1992年11月に藍綬褒章を受章。